# Élections législatives de 2012 en Loir-et-Cher
Les élections législatives françaises de 2012 se déroulent les 10 et 17 juin 2012. Dans le département de Loir-et-Cher, trois députés sont à élire dans le cadre de trois circonscriptions, soit le même nombre d'élus malgré le redécoupage électoral.

## Élus
| Circonscription | Député sortant         | Parti | Parti | Député élu ou réélu    | Parti | Parti |
| --------------- | ---------------------- | ----- | ----- | ---------------------- | ----- | ----- |
| 1re             | Nicolas Perruchot      |       | NC    | Denys Robiliard        |       | PS    |
| 2e              | Patrice Martin-Lalande |       | UMP   | Patrice Martin-Lalande |       | UMP   |
| 3e              | Pascal Brindeau        |       | NC    | Maurice Leroy          |       | NC    |

## Impact du redécoupage territorial
Le canton d'Herbault passe de la 1re circonscription à la 3e.

## Résultats

### Résultats à l'échelle du département
| Parti          | Parti                                | Premier tour | Premier tour | Second tour | Second tour | Sièges |
| Parti          | Parti                                | Voix         | %            | Voix        | %           | Sièges |
| -------------- | ------------------------------------ | ------------ | ------------ | ----------- | ----------- | ------ |
|                | Nouveau centre                       | 38 594       | 26,45        | 51 063      | 35,79       | 1      |
|                | Union pour un mouvement populaire    | 17 627       | 12,08        | 24 860      | 17,42       | 1      |
|                | Divers droite dont DLR et PCD        | 2 373        | 1,63         |             |             | 0      |
|                | Droite parlementaire                 | 58 594       | 40,15        | 75 923      | 53,22       | 2      |
|                |                                      |              |              |             |             |        |
|                | Parti socialiste                     | 48 199       | 33,03        | 66 727      | 46,78       | 1      |
|                | Europe Écologie Les Verts            | 3 907        | 2,68         |             |             | 0      |
|                | Majorité présidentielle              | 52 106       | 35,71        | 66 727      | 46,78       | 1      |
|                |                                      |              |              |             |             |        |
|                | Front national                       | 22 422       | 15,37        |             |             | 0      |
|                | Front de gauche                      | 7 414        | 5,08         | 0           |             |        |
|                | Extrême gauche dont LO et NPA        | 1 673        | 1,15         | 0           |             |        |
|                | Extrême droite                       | 1 162        | 0,8          | 0           |             |        |
|                | Mouvement démocrate                  | 1 124        | 0,77         | 0           |             |        |
|                | Divers écologiste dont LT-LNÉ et AÉI | 1 115        | 0,76         | 0           |             |        |
|                | Divers                               | 319          | 0,22         | 0           |             |        |
|                |                                      |              |              |             |             |        |
| Inscrits       | Inscrits                             | 243 177      | 100,00       | 243 179     | 100,00      | 3      |
| Abstentions    | Abstentions                          | 94 904       | 39,03        | 95 857      | 39,42       |        |
| Votants        | Votants                              | 148 273      | 60,97        | 147 322     | 60,58       |        |
| Blancs et nuls | Blancs et nuls                       | 2 344        | 1,58         | 4 672       | 3,17        |        |
| Exprimés       | Exprimés                             | 145 929      | 98,42        | 142 650     | 96,83       |        |

### Résultats par circonscription

#### Première circonscription (Blois)
| Candidat       | Candidat                  | Parti          | Premier tour | Premier tour | Second tour | Second tour |  |
| Candidat       | Candidat                  | Parti          | Voix         | %            | Voix        | %           |  |
| -------------- | ------------------------- | -------------- | ------------ | ------------ | ----------- | ----------- |  |
|                | Denys Robiliard élu       | PS             | 17 278       | 37,27        | 23 972      | 51,90       |  |
|                | Nicolas Perruchot sortant | NC             | 16 136       | 34,80        | 22 216      | 48,10       |  |
|                | Michel Chassier           | RBM (FN)       | 6 607        | 14,25        |             |             |  |
|                | Laurianne Delaporte       | FG (PCF)       | 2 367        | 5,11         |             |             |  |
|                | François Thiollet         | EÉLV           | 1 601        | 3,45         |             |             |  |
|                | Élisabeth Montandon       | PDF            | 539          | 1,16         |             |             |  |
|                | Laurent Guibert           | DLR            | 446          | 0,96         |             |             |  |
|                | Marie-Anne Clément        | NPA            | 357          | 0,77         |             |             |  |
|                | Sarah Laurent             | LT-LNÉ         | 355          | 0,77         |             |             |  |
|                | Hélène Gilot              | MPF            | 272          | 0,59         |             |             |  |
|                | Étienne Bourgeois         | AÉI            | 215          | 0,46         |             |             |  |
|                | Alain Lombard             | LO             | 189          | 0,41         |             |             |  |
|                |                           |                |              |              |             |             |  |
| Inscrits       | Inscrits                  | Inscrits       | 80 490       | 100,00       | 80 494      | 100,00      |  |
| Abstentions    | Abstentions               | Abstentions    | 33 442       | 41,55        | 32 803      | 40,75       |  |
| Votants        | Votants                   | Votants        | 47 048       | 58,45        | 47 691      | 59,25       |  |
| Blancs et nuls | Blancs et nuls            | Blancs et nuls | 686          | 1,46         | 1 503       | 3,15        |  |
| Exprimés       | Exprimés                  | Exprimés       | 46 362       | 98,54        | 46 188      | 96,85       |  |

#### Deuxième circonscription (Romorantin-Lanthenay)
| Candidat       | Candidat                             | Parti                              | Premier tour | Premier tour | Second tour | Second tour |  |
| Candidat       | Candidat                             | Parti                              | Voix         | %            | Voix        | %           |  |
| -------------- | ------------------------------------ | ---------------------------------- | ------------ | ------------ | ----------- | ----------- |  |
|                | Patrice Martin-Lalande sortant réélu | UMP                                | 17 627       | 36,84        | 24 860      | 53,16       |  |
|                | Tania André                          | PS                                 | 15 631       | 32,67        | 21 905      | 46,84       |  |
|                | Tatiana Gabillas                     | RBM (FN)                           | 9 080        | 18,98        |             |             |  |
|                | Bernadette Leménager                 | FG (PCF)                           | 2 006        | 4,19         |             |             |  |
|                | Louis de Redon                       | MoDem                              | 1 124        | 2,35         |             |             |  |
|                | Sylvaine Lavaud-Ravion               | EÉLV                               | 1 037        | 2,17         |             |             |  |
|                | Marilyne Hariti                      | DLR                                | 412          | 0,86         |             |             |  |
|                | Flavia Verri                         | NPA (GA, ALT)                      | 406          | 0,85         |             |             |  |
|                | Jean-Luc Couppé                      | AÉI                                | 278          | 0,58         |             |             |  |
|                | Dominique Aubrun                     | LO                                 | 216          | 0,45         |             |             |  |
|                | François Dubois                      | Divers (Pour le respect de la vie) | 35           | 0,07         |             |             |  |
|                |                                      |                                    |              |              |             |             |  |
| Inscrits       | Inscrits                             | Inscrits                           | 80 287       | 100,00       | 80 287      | 100,00      |  |
| Abstentions    | Abstentions                          | Abstentions                        | 31 680       | 39,46        | 31 908      | 39,74       |  |
| Votants        | Votants                              | Votants                            | 48 607       | 60,54        | 48 379      | 60,26       |  |
| Blancs et nuls | Blancs et nuls                       | Blancs et nuls                     | 755          | 1,55         | 1 614       | 3,34        |  |
| Exprimés       | Exprimés                             | Exprimés                           | 47 852       | 98,45        | 46 765      | 96,66       |  |

#### Troisième circonscription (Vendôme)
| Candidat       | Candidat                    | Parti           | Premier tour | Premier tour | Second tour | Second tour |  |
| Candidat       | Candidat                    | Parti           | Voix         | %            | Voix        | %           |  |
| -------------- | --------------------------- | --------------- | ------------ | ------------ | ----------- | ----------- |  |
|                | Maurice Leroy sortant réélu | NC (UMP, MoDem) | 22 458       | 43,42        | 28 847      | 58,05       |  |
|                | Karine Gloanec Maurin       | PS              | 15 331       | 29,64        | 20 850      | 41,95       |  |
|                | Jean-Yves Narquin           | RBM (FN)        | 6 766        | 13,08        |             |             |  |
|                | Patrick Callu               | FG (PCF)        | 3 042        | 5,88         |             |             |  |
|                | Florent Grospart            | EÉLV            | 1 229        | 2,38         |             |             |  |
|                | Patrick Rougevin-Bâville    | PCD             | 723          | 1,40         |             |             |  |
|                | Jeanne Dumont               | PDF             | 623          | 1,20         |             |             |  |
|                | Mariève Lambert             | DLR             | 464          | 0,90         |             |             |  |
|                | Claude Lamy                 | LO              | 284          | 0,55         |             |             |  |
|                | Éric Labbé                  | PVB             | 279          | 0,54         |             |             |  |
|                | Gérard Confino              | AÉI             | 270          | 0,52         |             |             |  |
|                | Alex Babarczi               | NPA             | 218          | 0,42         |             |             |  |
|                | Alain Alexandre             | AR              | 30           | 0,06         |             |             |  |
|                |                             |                 |              |              |             |             |  |
| Inscrits       | Inscrits                    | Inscrits        | 82 404       | 100,00       | 82 398      | 100,00      |  |
| Abstentions    | Abstentions                 | Abstentions     | 29 786       | 36,15        | 31 146      | 37,8        |  |
| Votants        | Votants                     | Votants         | 52 618       | 63,85        | 51 252      | 62,2        |  |
| Blancs et nuls | Blancs et nuls              | Blancs et nuls  | 901          | 1,71         | 1 555       | 3,03        |  |
| Exprimés       | Exprimés                    | Exprimés        | 51 717       | 98,29        | 49 697      | 96,97       |  |